# Кишинёвский уезд
Кишинёвский уе́зд — административная единица в Бессарабской области (с 1873 года — Бессарабской губернии) Российской империи (1818—1917), в Молдавской Демократической Республике (1917—1918), в губернаторстве Бессарабия Румынского королевства (1918—1940, 1941—1944), в Молдавской ССР Союза Советских Социалистических Республик (1940—1941, 1944—1949), а также республики Молдова (1999—2002). Административный центр — город Кишинёв.

## История
Кишинёвский уезд был выделен из Оргеевского уезда в 1836 году в составе Бессарабской области, образованной на территориях присоединенных к России в соответствии Бухарестским мирным договором.
В 1873 году Бессарабская область получает статус губернии с сохранением прежнего административно-территориального деления.
Практически в неизменном виде Кишинёвский уезд (в составе королевства Румыния уезд носил название Лапушнянский (Județul Lăpușna) и входил в состав цинута Нистру в 1938-1940 годах) просуществовал до 16 октября 1949 года, когда было упразднено уездное деление Молдавской ССР. В составе остался лишь Кишинёвский район, составлявший небольшую часть уезда. 9 января 1956 года Кишинёвский район был ликвидирован.
11 ноября 1940 года Указом Президиума Верховного Совета МССР город Кишинёв отнесён к городам республиканского подчинения, в 1991 году данный статус упразднён.
В 1999 году в независимой республике Молдова была проведена административная реформа, в результате которой была образована территориальная единица «Кишинёвский уезд» (Judeţul Chişinău), включившая в себя Дубоссарский, Криулянский, Новоаненский, Страшенский, Яловенский и часть Кайнарского районы Молдовы. Однако территориально уезд содержал более 60% территорий, никогда не принадлежавших прежнему Кишинёвскому уезду. В 2002 году в Молдове была проведена очередная административная реформа, упразднившая уездное деление.

## География
Кишиневский уезд располагался в центральной части Бессарабской губернии. На западе граничил с Румынией, на востоке рекой Днестр отделялся от Херсонской губернии. Площадь уезда 3446 кв. верст (3 922 км2) (после присоединения новой территории в 1878 году).
Северная часть уезда более возвышенная и лесистую, южная — более ровную, с преобладанием степей, хотя и здесь встречаются холмы и овраги. Наиболее возвышенные точки: Coручены (301 м), Водулуй-воды (212 м), Кишинев (223 м), Резени (258 м).
Главную реку уезда представляет Днестр, составляющий его восточную границу. В него впадают: река Икель, образующая на всем своем течении границу с Оргеевским уездом, реки Бык и Ботня. Западная граница проходит по реке Прут, в Прут впадают реки Лопушна и Нирнова, с притоком Бужарой. Кроме того, в южной части уезда берут начало реки Ялпух и Когильник. Все эти реки незначительны и несудоходны.
Почва уезда почти повсюду представляет чернозем, покоящийся на лёссе. Геологическое строение уезда однообразно и представляет последовательность третичных (миоценовых) известняков, глин и песков, прикрытых пресноводными песками (так называемого балтского яруса), утолщающимися на западе и на юго-западе, и лёссом.
Из полезных ископаемых в К. уезде встречаются строительный известняк, употребляемый также на выжигание извести.

## Административное деление

### Российская империя (до 1918 года)
В 1891 году в Кишинёвском уезде имелось 13 волостей, 3 стана, 1 город (Кишинев), 1 местечко (Ганчешты), 11 слобод, 109 сел и 50 деревень. В целом в уезде 343 самостоятельных и 73 смежных населенных пункта (смежные поселки, посады, хутора, дачи и др.).
По состоянию на 1886 год Кишинёвский уезд состоял из 13 волостей:
| Волость | Волость               | Волостной центр | Численность населения |
| 01      | Болдурештская волость | Болдурешты      | 7 678                 |
| 02      | Бужорская волость     | Бужоры          | 6 514                 |
| 03      | Васиенская волость    | Васиены         | 11 438                |
| 04      | Волчинецкая волость   | Волчинец        | 8 994                 |
| 05      | Ворниченская волость  | Ворничены       | 12 437                |
| 06      | Ганчештская волость   | Ганчешты        | 6 668                 |
| 07      | Збиройская волость    | Збироя          | 6 127                 |
| 08      | Костештская волость   | Костешты        | 9 370                 |
| 09      | Лопушнянская волость  | Лапушна         | 8 136                 |
| 10      | Меренская волость     | Мерены          | 7 516                 |
| 11      | Ниспоренская волость  | Ниспорены       | 7 600                 |
| 12      | Сирецкая волость      | Сирець          | 8 096                 |
| 13      | Яловенская волость    | Яловены         | 9 106                 |

В «Бессарабском календаре на 1907 год» Волчинецкая волость называется Пыржолтенской (волостной центр — Пыржолтены). В «Адрес-календаре Бессарабской губернии на 1914 год» волость становится Новачской (волостной центр — Новачь).
К 1911 году из состава Васиенской волости выделена Чучуленская волость (волостной центр — Чучулены).
К 1913 году из состава Меренской волости выделена Будештская волость (волостной центр — Будешты).

### Румынский период (1918—1940 и 1941—1944 годы)
В 1930 году территория Лапушнянского уезда (жудеца) была разделена на пять плас: Ворничены, Калараш, Кишинёв, Ниспорены и Хынчешты, а также город Калараш и муниципий Кишинёв как отдельные административные единицы.
В 1941 году административное деление было несколько изменено: были образованы другие пять плас — Будешты, Калараш, Хынчешты, Яловены и Ниспорены, а также в отдельные административные единицы выделены город Калараш (Orașul Călărași-Târg) и муниципий Кишинёв (Municipiul Chișinău).

### Советский период (1940—1941 и 1944—1991 годы)
11 ноября 1940 года территория Кишинёвского уезда была разделена на 8 районов: Будештский, Бужорский, Каларашский, Кишинёвский, Котовский, Леовский, Ниспоренский и Страшенский.
16 октября 1949 года уездное деление Молдавской ССР было ликвидировано, все районы перешли в непосредственное республиканское подчинение.

### Независимая Молдавия (с 1991 года)
В 1999 году в Молдавии была проведена административная реформа, в результате которой Дубоссарский, Криулянский, Новоаненский, Страшенский, Яловенский и часть упраздняемого Кайнарского районы были объединены в Кишинёвский уезд (жудец). Как можно увидеть, территория этого жудеца имеет мало общего с ранее существовавшим.
В 2002 году была проведена очередная реформа, отменившая уездное деление.

## Население
По состоянию на 1 января 1896 года, численность населения (без уездного города) составляла 150 173 человек (76 211 мужчин и 73 962 женщины). Главную массу сельского населения (93 %) составляли молдаване и румыны, менее 5 % русские и украинцы, евреи — 11,5 %, небольшое число цыган, болгар, поляков, армян, немцев и греков.
Всего в уезде (с городом Кишинев) по данным переписи 1897 года жили 279 657 человек, родным языком указали: молдавский и румынский - 175 926, еврейский - 54 486, русский (великорусский) - 33 339, украинский (малорусский) - 5 196,  польский - 3 666.
Конфессиональная принадлежность населения уезда:
| Вероисповедание              | Число жителей | Процентный состав |
| ---------------------------- | ------------- | ----------------- |
| Православие                  | 145 862       | 97,13 %           |
| Иудаизм                      | 2 100         | 1,4 %             |
| Католицизм                   | 1 012         | 0,67 %            |
| Старообрядчество             | 810           | 0,54 %            |
| Протестантизм                | 210           | 0,14 %            |
| Армяно-григорианская церковь | 102           | 0,08 %            |
| Ислам                        | 36            | 0,02 %            |
| Прочие                       | 41            | 0,03 %            |
| Всего:                       | 150 173       | 100 %             |

## Экономика
Большая часть площади уезда (62 %) находится под полями и сенокосами; из хлебов больше всего сеют пшеницу и кукурузу. По десятилетним наблюдениям, средний остаток всех зерновых хлебов и гороха, за вычетом на посев, составляет 18,5 пудов на душу. Продовольственный капитал уезда составлял к 1 января 1892 г. наличными 228431 руб.; сословного капитала было 751 руб.; натуральных запасов хлеба нет.
Лесоводство в Кишинёвском уезде развито мало, преимущественно в северной его части. В 1861 году, по сведениям областной чертежной, леса в уезде было 78123 десятины (24 % всей площади уезда), а по данным бессарабского земства за 1882 г. их сохранилось 55988 десятин (около 17 % всей площади уезда), причем в последнею цифру включены и вырубленные, но еще не выкорчеванные пространства, что указывает на быстрое лесоистребление в уезде. Леса К. уезда преимущественно дубовые. Защитных и заповедных лесов не показано. Точных сведений о размерах луговодства и травосеянья не имеется.
Скотоводство, издавна составлявшее одну из важнейших отраслей местного хозяйства, несколько уменьшилось с увеличением населения и развитием хлебопашества, но и доныне не потеряло значения; им занимаются не только для внутреннего потребления и пополнения рабочего скота, но и для заграничного экспорта. По переписи 1891 г. в К. уезде лошадей было 14791; по земским сведениям за 1885 г. рогатого скота было 50898 голов, овец (простых и тонкорунных) 104697, коз 1603, ослов и мулов 14. У помещиков издавна существуют 4 конских завода и мериносовые овчарни.
Пчеловодством занимаются главным образом в северной полосе уезда; в 1888 г. здесь было (за исключением города Кишинева, о котором см. выше) 670 пасек с 21643 ульями, с которых получено 769 пудов меда и 466 пудов воска.
Шелководство сосредоточено почти исключительно в городе Кишиневе и его окрестностях.
В Кишинёвском уезде находится значительная часть бессарабских виноградников. Виноделие в Кишиневском уезде находилось по большей части в первобытном состоянии и только в некоторых помещичьих экономиях введены рациональные способы выделки вина.
Садоводство и огородничество развиты повсеместно в уезде, но главным образом сосредотачиваются в окрестностях города Кишинева.
Развитие табаководства в К. уезде началось с сороковых годов текущего столетия и быстро прогрессировало, но в последние годы стало падать, вследствие принятого им спекулятивного характера. Кроме города Кишинева, в уезде было в 1887 г. табачных плантаций 177, с общей площадью в 545 десятин, и собрано свежего табака 17495 пудов; в 1891 г. числилось только 34 плантации на 861/2 десятин и собрано табака 7882 пуда.
Из полезных ископаемых добывается строительный известняк, в количестве до 1830 куб. саженей в год, при 152 рабочих, и выжигается до 26980 пудов извести.
К второстепенным промыслам населения относятся: работы на каменоломнях (4, с производством на 1800 руб.), извозный промысел и мелкая кустарная промышленность.
В 1891 году в уезде (не считая города Кишинева) было 23 завода, с общей производительностью в 71100 руб., в том числе винокуренных и фруктово-виноградно-водочных заводов 3, с производством в 38500 руб.; известковых 3, на 8000 руб.; кирпичных 12, на 19200 руб.; кожевенных 1, на 200 руб.; свечных 1, на 300 руб.; сыроваренных 2, на 2400 руб. и шерстомойный 1, на 2500 руб.; сверх того, мельниц паровых 35, водяных 50, конных 190 и ветряных 1040.
Оптовых винных складов 2, розничных и распивочных мест продажи вина 148.
Юго-западная железная дорога пересекает Кишинёвский уезд с юго-востока на северо-запад на протяжении около 120 верст.
46 народных школ и земский ремесленный класс в селе Вассиены (в 1891 г. было 6 учеников).
4 больницы, на 49 кроватей. В уезде в 1893 г. было 6 врачей, 19 фельдшеров, 4 ветеринара.
Православных церквей в уезде 106, монастырей 5.